# Dalmally Golf Course
Dalmally Golf Course is een golfbaan in de plaats Dalmally in Schotland. De golfbaan heeft 9 holes en beschikt over een clubhuis.
Dalmally Golf Course werd in 1987 opgericht en beschikt niet over een driving range.

## Scorekaart
Noot: Bij sommige holes is de lengte of de stroke index verschillend tussen de eerste 9 en de tweede 9, bij deze holes is het eerste getal die van de eerste 9 en het tweede getal die van de tweede 9.
| Hole   | Wit         | Wit | Wit          | Geel        | Geel | Geel         | Rood        | Rood | Rood         |
| Hole   | Lengte (m)  | Par | Stroke Index | Lengte (m)  | Par  | Stroke Index | Lengte (m)  | Par  | Stroke Index |
| ------ | ----------- | --- | ------------ | ----------- | ---- | ------------ | ----------- | ---- | ------------ |
| 1      | 148         | 3   | 15/16        | 125         | 3    | 15/16        | 148         | 3    | 15/16        |
| 2      | 321/320     | 4   | 5/6          | 307/320     | 4    | 5/6          | 314/320     | 4    | 1/2          |
| 3      | 160/150     | 3   | 5/6          | 145/150     | 3    | 5/6          | 158/150     | 3    | 9/10         |
| 4      | 272         | 4   | 3/4          | 257         | 4    | 3/4          | 272         | 4    | 3/4          |
| 5      | 123/123     | 3   | 17/18        | 112/112     | 3    | 17/18        | 122/113     | 3    | 11/12        |
| 6      | 256         | 4   | 7/8          | 242         | 4    | 7/8          | 245         | 4    | 5/6          |
| 7      | 137         | 3   | 11/12        | 96          | 3    | 11/12        | 98/138      | 3    | 17/18        |
| 8      | 280         | 4   | 1/2          | 269         | 4    | 1/2          | 204/266     | 4    | 13/14        |
| 9      | 372/372     | 4   | 9/10         | 352/352     | 4    | 9/10         | 359         | 5    | 7/8          |
| Totaal | 2.059/2.070 | 32  |              | 1.906/1.923 | 32   |              | 2.012/1.920 | 33   |              |